# Warsaw Open 1998
Il Warsaw Open 1998 è stato un torneo di tennis che si è giocato sulla terra rossa. 
Il torneo faceva parte del circuito Tier III nell'ambito del WTA Tour 1998. 
Si è giocato a Varsavia in Polonia, dal 13 al 19 luglio 1998.

## Campionesse

### Singolare
Conchita Martínez ha battuto in finale  Silvia Farina con il punteggio di 6–0, 6–3

### Doppio
Karina Habšudová /  Olga Lugina hanno battuto in finale  Liezel Horn /  Karin Kschwendt con il punteggio di 7–6, 7–5